# Shockwave (Marshmello)
Shockwave è il quarto album in studio del disc jockey Marshmello pubblicato l'11 giugno 2021 dalla Joytime Collective.

## Tracce
1. Fairytale – 2:36
2. Supernovacane – 3:00
3. Jiggle It (ft. TroyBoi) – 2:51
4. Back It Up (ft. DJ Sliink) – 2:41
5. VIBR8 – 3:00
6. Bad Bitches (ft. Megan Thee Stallion & Nitti) – 2:32
7. Back In Time (ft. Carnage) – 2:41
8. Hitta (ft. Juicy J & Eptic) – 2:51
9. House Party (ft. Subtronics) – 3:26
10. Candy Kid (ft. Sippy) – 2:10
11. Pushin Stacks (ft. PEEKABOO) – 3:35
12. Shockwave – 3:02